# تومي رينون
تومي رينون (بالإنجليزية: Tommy Rainone)‏ مواليد 8 يناير 1980 في نيويورك، هو ملاكم محترف أمريكي يصنف ضمن فئة وزن الوسط.

## إحصائيات
خاض خلال مسيرته 34 نزالا، فاز في 26 وتعادل في 1 وخسر في 7. فاز بالضربة القاضية في 6 نزالات.

## روابط خارجية
- تومي رينون على موقع بوكس ريك (الإنجليزية) (registration required)